# Epilobium jinshaense
Epilobium jinshaense là một loài thực vật có hoa trong họ Anh thảo chiều. Loài này được P.H.Raven & H.Li mô tả khoa học đầu tiên năm 1986.